# 罗他霉素
罗他霉素（英語：Rokitamycin）又称为“罗吉他霉素”“丙酰吉他霉素”或“丙酰白霉素”，是一种大环内酯类抗生素。 是由北里链霉菌（Streptomyces kitasatoensis）的菌株中发现的。罗他霉素不溶于水，极易溶于乙醇，常温下为白色至微黄色粉末，无臭、味苦。该抗生素对革兰阳性菌、厌氧菌和支原体属等均有较强的抗菌活性。

## 应用
可用于治疗敏感菌所引起的各种感染（如肺炎、耳炎、牙周炎、扁桃体炎及丹毒等）。

## 副作用
- 可见胃肠道反应（如恶心、呕吐及腹泻等）；
- 可能导致变态反应（如皮疹及荨麻疹等），偶见丙氨酸氨基转移酶升高；
- 可能导致对大环内酯类药物有过敏史者产生过敏反应 。